# Щекинский сельсовет (Курская область)
Щекинский сельсовет — муниципальное образование со статусом сельского поселения в Рыльском районе Курской области.
Административный центр — село Щекино.

## История
Статус и границы сельсовета установлены Законом Курской области от 21 октября 2004 года № 48-ЗКО «О муниципальных образованиях Курской области».

## Население
| 2002 | 2010 | 2012 | 2013 | 2014 | 2015 | 2016 |
| ---- | ---- | ---- | ---- | ---- | ---- | ---- |
| 515  | ↘431 | ↘421 | ↘415 | ↘398 | ↘382 | ↘367 |
| 2017 | 2018 | 2019 | 2020 | 2021 |      |      |
| ↗371 | ↘370 | ↘368 | ↘359 | ↗368 |      |      |

## Состав сельского поселения
| № | Населённый пункт | Тип населённого пункта       | Население |
| - | ---------------- | ---------------------------- | --------- |
| 1 | Дугино           | село                         | ↘79       |
| 2 | Карьково-Каменка | деревня                      | ↘35       |
| 3 | Коренское        | село                         | ↘71       |
| 4 | Щекино           | село, административный центр | ↘246      |